# Alaksandr Makrycki
Alaksandr Mikałajewicz (lub Piatrawicz) Makrycki, błr. Аляксандр Мікалаевіч (Пятровіч) Макрыцкі, ros. Александр Николаевич (Петрович) Макрицкий – Aleksandr Nikołajewicz (Piotrowicz) Makricki (ur. 11 sierpnia 1971 w Mińsku) – białoruski hokeista, reprezentant Białorusi, dwukrotny olimpijczyk. Trener hokejowy.

## Kariera zawodnicza
- Chimik Nowopołock (1991–1992)
- Dynama Mińsk (1992)
- Tiwali Mińsk (1992–1995)
- Awangard Omsk (1995)
- Łada Togliatti (1995–1996)
- Nieftiechimik Niżniekamsk (1996–1998)
- Siewierstal Czerepowiec (1998–1999)
- Dinamo-Eniergija Jekaterynburg (1999)
- Revierlöwen Oberhausen (1999–2002)
- Krylja Sowietow Moskwa (2002–2003)
- Chimik Woskriesiensk (2003)
- EHC Freiburg (2003–2004)
- HK Homel (2004–2005)
- Dynama Mińsk (2005–2007)
- HK Kieramin Mińsk (2007–2008)
- Dynama Mińsk (2008–2010)
- HK Szachcior Soligorsk (2010)
- Mietałłurg Żłobin (2010–2011)

Pierwotnie wychowanek klubu Chimik Nowopołock. W czasie swojej kariery występował w klubach białoruskiej ekstraligi, niemieckiej DEL, superlidze rosyjskiej i KHL. Jego partnerem w klubach był m.in. Alaksandr Andryjeuski. W połowie 2011 zakończył karierę.
Uczestniczył w turniejach mistrzostw świata w 1994, 1995 (Grupa C), 1996, 1997 (Grupa B), 2000 (Grupa A), 2002 (Dywizja I), 2003 (Elita), w 2004 (Dywizja I), 2005, 2006, 2007, 2008, 2009, 2010 (Elita) oraz zimowych igrzysk olimpijskich 2002, 2010.

## Kariera trenerska
- Dynama-Szynnik Bobrujsk (2012-2014), asystent trenera
- Torpedo Niżny Nowogród (2014-2016), asystent trenera
- Sibir Nowosybirsk (2017-2019), asystent trenera
- Junost' Mińsk (2019-2021), główny trener
- Jugra Chanty-Mansyjsk (2022-2023), asystent trenera
- Traktor Czelabińsk (2023-), asystent trenera

Po zakończeniu kariery zawodniczej został szkoleniowcem. Od 2011 był w sztabie Dynama Mińsk. Od czerwca jest asystentem trenera zespołu Dynama-Szynnik Bobrujsk, występującego w rozgrywkach juniorskich Mołodiożnaja Chokkiejnaja Liga. Od 2014 asystent trenera w Torpedo Niżny Nowogród. Od maja 2017 do kwietnia 2019 był trenerem w sztabie Sibira Nowosybirsk. We wrześniu 2019 został głównym trenerem Junosti Mińsk. Z tej posady ustąpił na początku stycznia 2021. Na początku czerwca 2022 wszedł do sztabu trenerskiego zespołu Jugra Chanty-Mansyjsk, tak jak trzej inni jego rodacy w tym główny szkoleniowiec Eduard Zankawiec. W czerwcu 2023 wszedł do sztabu Traktora Czelabińsk.

## Sukcesy
Zawodnicze reprezentacyjne
- Awans do Grupy B mistrzostw świata: 1995
- Czwarte miejsce w turnieju zimowych igrzysk olimpijskich: 2002
- Awans do Elity mistrzostw świata: 2002, 2004

Zawodnicze klubowe
- Złoty medal mistrzostw Białorusi: 1993, 1994, 1995 z Tiwali Mińsk, 2007 z Dynama Mińsk, 2008 z Kieraminem Mińsk
- Złoty medal mistrzostw Rosji: 1996 z Ładą Togliatti
- Puchar Białorusi: 2005, 2006 z Dynama Mińsk, 2008 z Kieraminem Mińsk, 2011 z Mietałłurgiem Żłobin
- Puchar Spenglera: 2009 z Dynama Mińsk
- Brązowy medal mistrzostw Białorusi: 2011 z Mietałłurgiem Żłobin

Zawodnicze indywidualne
- Ekstraliga białoruska 2006/2007: skład gwiazd sezonu

Szkoleniowe klubowe
- Złoty medal mistrzostw Białorusi: 2020, 2021 z Junostią Mińsk

Wyróżnienia
- Zasłużony Mistrz Sportu Republiki Białorusi: 2002[12]